# Calommata
Calommata là một chi nhện trong họ Atypidae.